# Ryōichi Naitō
Ryōichi Naitō (内藤良一 Naitō Ryōichi?), nacido el 26 de diciembre de 1906 y fallecido el 7 de julio de 1982 fue un pediatra japonés que sirvió como teniente coronel en los servicios médicos del ejército japonés durante la Segunda Guerra Mundial, en 1950 fundó Green Cross (株式会社ミドリ十字, Kabushiki Gaisha Midori Jūji), una de las primeras compañías farmacéuticas japonesas. Ryōichi Naitō está implicado en crímenes de guerra cometidos dentro de la Unidad 731, incluida la experimentación con seres humanos para crear armas bacteriológicas.

## Biografía
Nació en Ayabe, Prefectura de Kioto. Primero estudió en Ibaraki durante sus años de Primaria y secundaria, Antes de ingresar a la facultad de medicina de la Universidad Imperial de Kioto en 1927. Luego tuvo una beca del ejército imperial, que financió sus estudios con la condición de que se alistara en ella una vez que se graduara. En 1936, se convirtió en doctor en medicina con especialización en bacteriófagos.
En 1937, Después de realizar investigaciones y recopilar información en Europa y los Estados Unidos, estuvo a cargo de la oficina de investigación de Cuarenta en la Escuela de Medicina del Ejército y desempeñó un papel en el desarrollo de armas bacteriológicas y en experimentos humanos realizados por la Unidad 731. Después de regresar a Japón, Naitō fue instructor médico militar en la Escuela de Medicina del Ejército en Toyama, Un distrito de Shinjuku, hasta el final de la guerra.
En 1945, Naitō fue interrogado por el Comandante Supremo como testigo sobre los experimentos realizados en la Unidad 731. Proporcionó a los aliados un organigrama de la unidad y reconoció los experimentos, aunque creía que habían sido responsabilidad exclusiva del teniente General Shirō Ishii.
Después del final de la guerra, Naitō estudió pediatría en la Facultad de Medicina de la Universidad de Kioto y se mudó a una Clínica en la ciudad de Ibaraki. Como él y su esposa no tenían hijos, la pareja adoptó una Sobrina, Quien más tarde se casó con un graduado del departamento de nutrición de la Facultad de Medicina de la Universidad de Kioto y se hizo cargo de la clínica cuando Naitō se retiró. 
Ante las dificultades que enfrentó Japón en el período inmediato de la posguerra, Naitō participó en 1950 en la creación de la Cruz Verde (株式会社ミドリ十字, Kabushiki Gaisha Midori Jūji?), una compañía farmacéutica que originalmente servía como banco de sangre antes de diversificar sus actividades. La creación de esta empresa también involucró a Masaji Kitano, el segundo comandante de la Unidad 731.